# Perilitus longiradialis
Perilitus longiradialis är en stekelart som beskrevs av Vladimir Ivanovich Tobias 1986. Perilitus longiradialis ingår i släktet Perilitus och familjen bracksteklar. Inga underarter finns listade i Catalogue of Life.